# Un bacio romantico - My Blueberry Nights
Un bacio romantico - My Blueberry Nights (My Blueberry Nights) è un film del 2007 diretto da Wong Kar-wai e interpretato da Jude Law, Norah Jones e Cat Power.

## Trama
Elizabeth, una giovane donna disperata per essere stata lasciata dal fidanzato, trascorre le sue notti nel caffè di Jeremy, nella speranza di incrociare l'ex che vive dall'altra parte della strada.
Una notte Elizabeth decide di partire per ritrovare una propria dimensione, e attraversa così gli Stati Uniti, incontrando anime tormentate, come Arnie, poliziotto dal passato difficile e abbandonato dalla moglie o Leslie, una sfortunata giocatrice d'azzardo, che le permetteranno di comprendere la vera Elizabeth e di raggiungere la sua meta.

## Produzione
Il regista ha descritto la pellicola come "la storia di una donna che prende la strada più lunga per incontrare l'uomo dei suoi sogni". È il primo film di Wong in inglese.

## Distribuzione
Il film, presentato in concorso al Festival di Cannes 2007, è uscito nelle sale cinematografiche italiane il 27 marzo 2008.

## Colonna sonora

### Tracce
1. The Story (Norah Jones)
2. Living Proof (Cat Power)
3. Ely Nevada (Ry Cooder)
4. Try a Little Tenderness (Otis Redding)
5. Looking Back (Ruth Brown)
6. Long Ride (Ry Cooder)
7. Eyes on the Prize (Mavis Staples)
8. Yumeji's Theme (Harmonica Version) (Shigeru Umebayashi) – (cantata da Chikara Tsuzuki)
9. Skipping Stone (Amos Lee)
10. Bus Ride (Ry Cooder)
11. Harvest Moon (Cassandra Wilson) – (cover di Neil Young)
12. Devil's Highway (Hello Stranger)
13. De Ushuaia a la quiaca (Gustavo Santaolalla)
14. The Greatest (Cat Power)